# Vira Opanasivna Naidonova
Vira Opanasivna Naydyonova (tiếng Ukraina: Віра Опанасівна Найдьонова; 5 tháng 8 năm 1948 – 30 tháng 4 năm 2016) là một nhà công nghiệp và nhà quản lý người Ukraina. Bà là giám đốc nông trường nghiên cứu nhà nước Askaniyske từ năm 1985 đến năm 2016. Trước khi làm việc tại Askaniyske, bà từng có thời gian làm nhân viên bộ phận kế toán và thu ngân của Hội đồng làng Tavrychan thuộc thành phố Kakhovka cũng như từng giữ chức chủ tịch ban Điều hành Hội đồng đại biểu nhân dân của hội đồng. Bà cũng từng giữ chức chủ tịch Hiệp hội Nghiên cứu và Sản xuất Nhà nước Askani Fleece Khu vực phía Nam, tổ chức có sự tham gia của Nông trường Nghiên cứu Askaniyske, từ năm 2001 đến 2016. Bà đã được trao nhiều giải thưởng danh giá như Huân chương Công chúa Olga và danh hiệu Anh hùng Ukraina.

## Đầu đời và giáo dục
Vira Opanasivna Naidonova sinh ngày 5 tháng 8 năm 1948, tại làng Zaozerne thuộc huyện Kakhovka, tỉnh Kherson. Mẹ bà là giáo viên mẫu giáo đồng thời là nhân viên phụ trách khu vực bầu cử. Bà có niềm yêu thích đối với lịch sử, hình học, toán học và tiếng Ukraina. Bà tốt nghiệp khoa Quy hoạch nông nghiệp của Đại học Kinh tế Quốc gia Kyiv. Chuyên ngành của bà là kinh tế học. Bà là đảng viên Đảng Cộng sản Liên Xô.

## Sự nghiệp
Từ năm 1966 đến năm 1968, Naydyonova là nhân viên kế toán và thu ngân của hội đồng làng Tavrychan, thuộc thành phố Kakhovka, tỉnh Kherson. Bà giữ chức trưởng bộ phận thông tin liên lạc của làng Tavrychanka từ năm 1968 đến năm 1969. Bà là thư ký ban điều hành Hội đồng Đại biểu nhân dân, thuộc Hội đồng làng Tavrychanka từ năm 1969 đến năm 1981. Bà được bổ nhiệm làm chủ tịch ban điều hành Hội đồng Đại biểu nhân dân vào năm 1981 và giữ chức vụ này cho đến năm 1984.